# گریگوری از سلوکیه-تیسفون
گریگوری سلوکیه-تیسفون (به انگلیسی: Gregory of Seleucia-Ctesiphon)، پدر سالار کلیسای مشرق از ۶۰۵ تا ۶۰۹ بود. نام او در فهرست سنتی پدرسالاران کلیسای شرق گنجانده شده است.
قبل از اینکه پدرسالار شود، معلم تفسیر کتاب مقدس در مدرسه سلوکیه-تیسفون بود.